# 659 a.C.

## Eventos
- A cidade inimiga de Alba Longa é destruída pelos Romanos.
- Fundação de Bizâncio (atualmente Istambul) por colonos de Mileto
- Reinado de Assurbanípal na Assíria, consolidando o Império Assírio.
- Reinado de Tarquínio, o Soberbo, em Roma, o último rei da monarquia romana.